# Phyllostachys
Phyllostachys är ett släkte av gräs. Phyllostachys ingår i familjen gräs.

## Bildgalleri

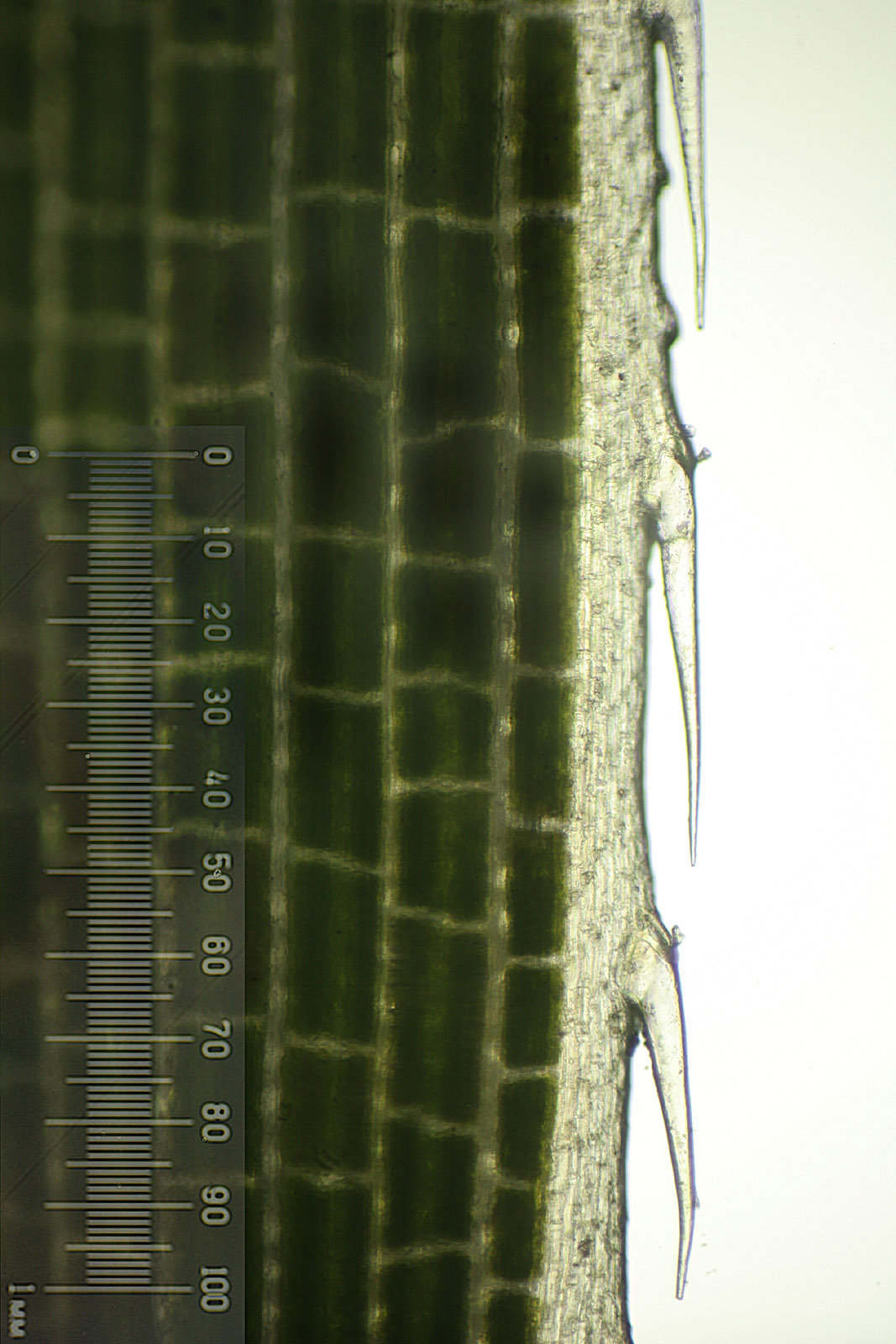
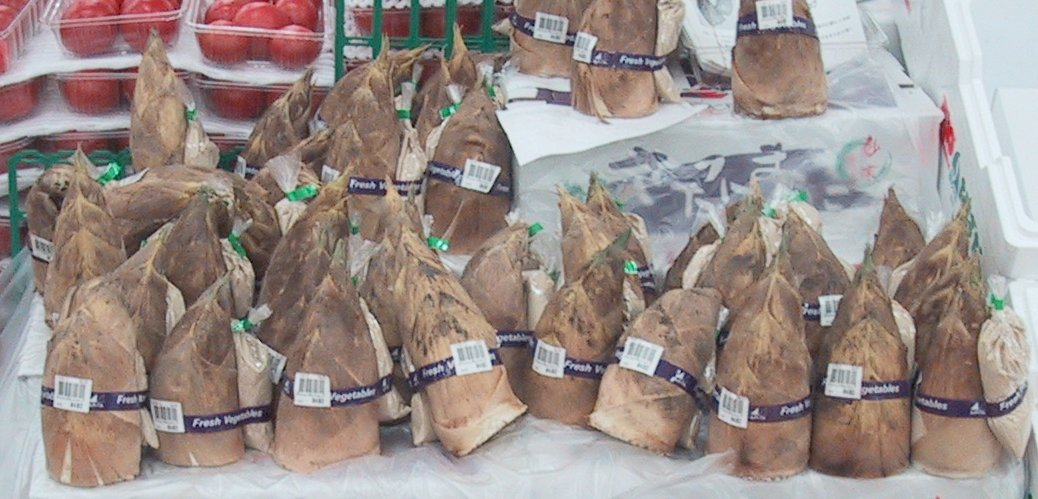
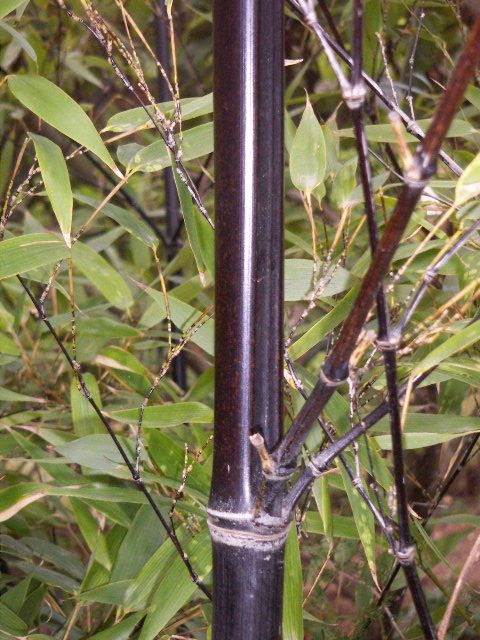
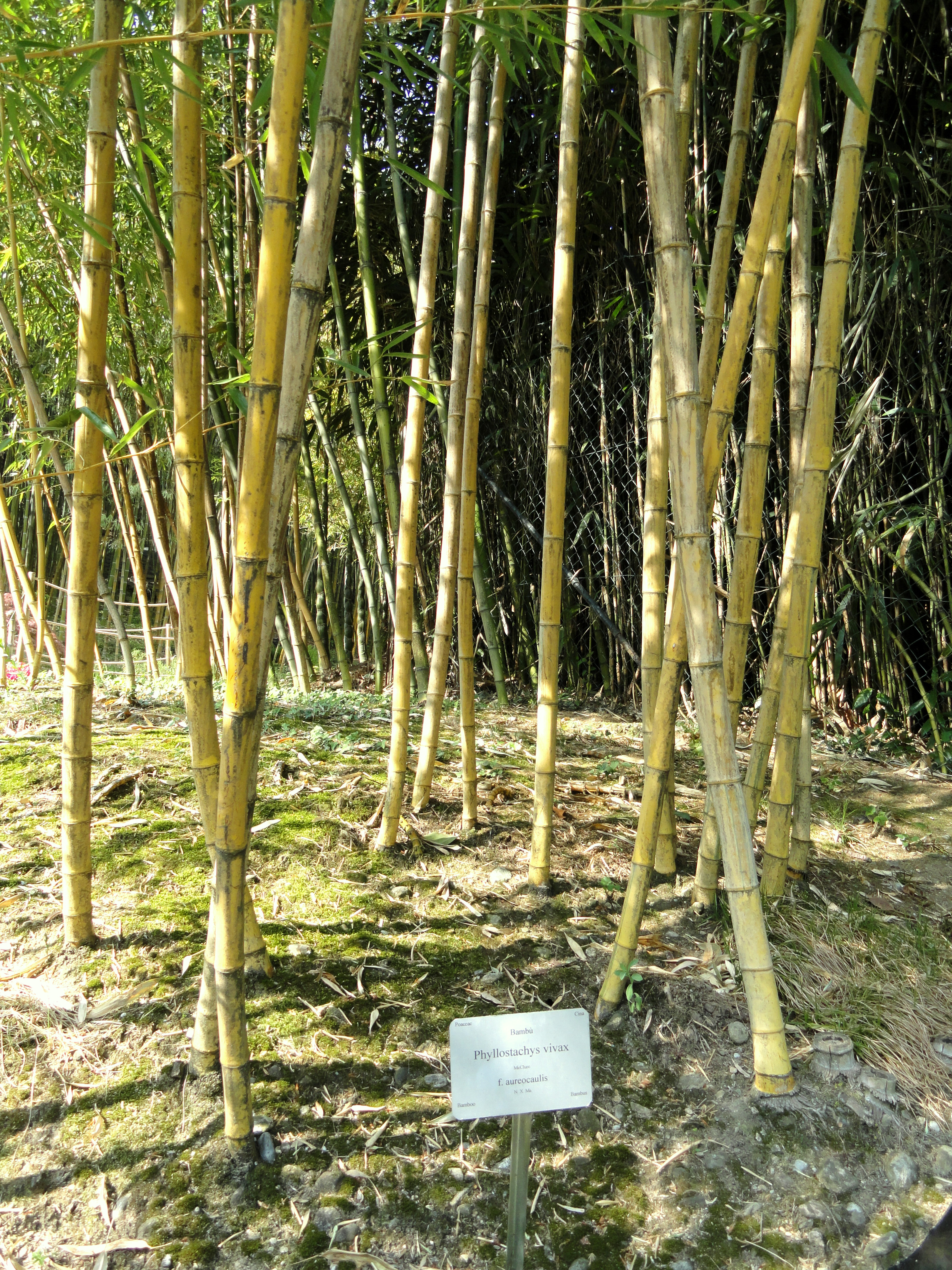
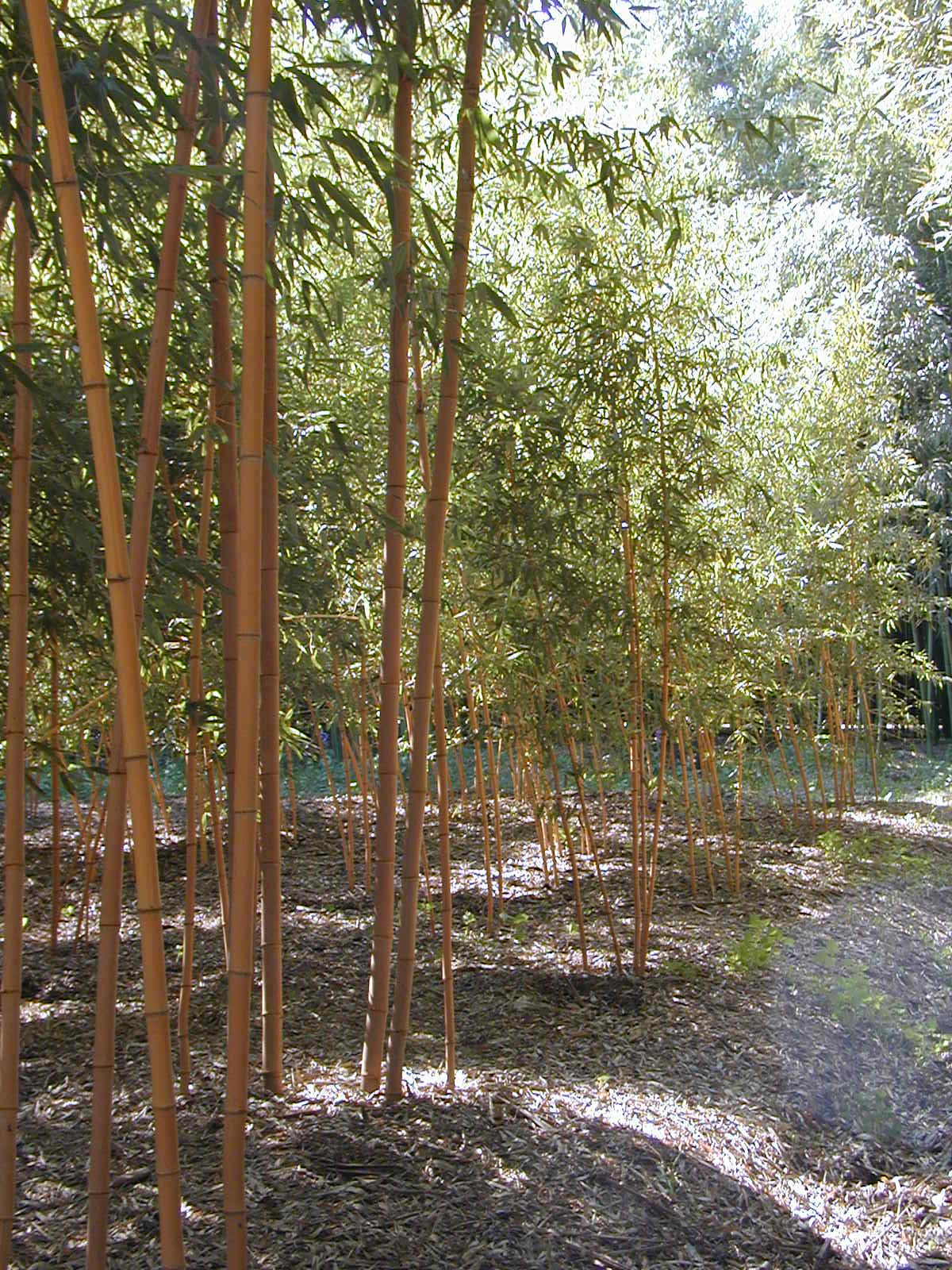
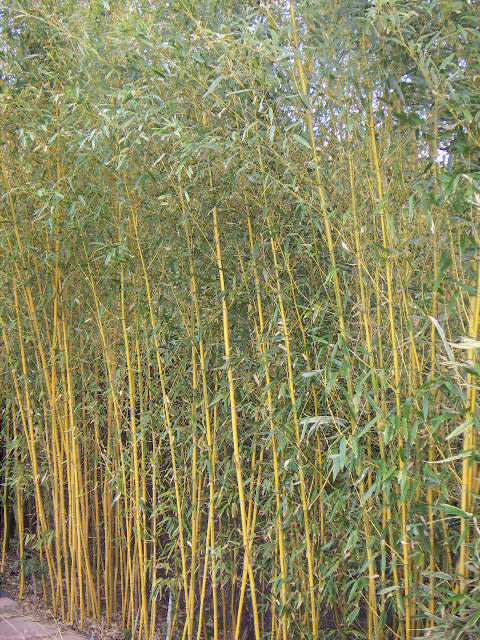

## Dottertaxa tillPhyllostachys, i alfabetisk ordning[1]
- Phyllostachys acuta
- Phyllostachys angusta
- Phyllostachys arcana
- Phyllostachys atrovaginata
- Phyllostachys aurea
- Phyllostachys aureosulcata
- Phyllostachys bambusoides
- Phyllostachys bissetii
- Phyllostachys carnea
- Phyllostachys circumpilis
- Phyllostachys dulcis
- Phyllostachys edulis
- Phyllostachys elegans
- Phyllostachys fimbriligula
- Phyllostachys flexuosa
- Phyllostachys glabrata
- Phyllostachys glauca
- Phyllostachys guizhouensis
- Phyllostachys heteroclada
- Phyllostachys incarnata
- Phyllostachys iridescens
- Phyllostachys kwangsiensis
- Phyllostachys lofushanensis
- Phyllostachys makinoi
- Phyllostachys mannii
- Phyllostachys meyeri
- Phyllostachys nidularia
- Phyllostachys nigella
- Phyllostachys nigra
- Phyllostachys nuda
- Phyllostachys parvifolia
- Phyllostachys platyglossa
- Phyllostachys prominens
- Phyllostachys propinqua
- Phyllostachys rivalis
- Phyllostachys robustiramea
- Phyllostachys rubicunda
- Phyllostachys rubromarginata
- Phyllostachys rutila
- Phyllostachys shuchengensis
- Phyllostachys stimulosa
- Phyllostachys sulphurea
- Phyllostachys tianmuensis
- Phyllostachys varioauriculata
- Phyllostachys veitchiana
- Phyllostachys verrucosa
- Phyllostachys violascens
- Phyllostachys virella
- Phyllostachys viridiglaucescens
- Phyllostachys vivax
- Phyllostachys yunhoensis